# Ewald Blankenburg
Ewald Blankenburg (* 16. Dezember 1920 in Schönerlinde bei Berlin; † 8. Mai 2000 in Bremerhaven) war ein in Magdeburg und Schönebeck (Elbe), ab 1960 in Bremerhaven tätiger Maler und Zeichner.

## Leben
Als Sohn eines Töpfers geboren, wuchs Ewald Blankenburg nach dem Tod seines Vaters zunächst bei einer Tante in Polen auf. Bis 1936 besuchte er die Grundschule in Schönerlinde bei Berlin und begann danach eine Ausbildung im Malerhandwerk. In den Jahren 1938–1940 studierte Ewald Blankenburg als Stipendiat der Stadt Berlin an der Kunstgewerbeschule Berlin-Charlottenburg, u. a. in der neu geschaffenen Klasse für Bühnenbild. 1940 wurde er zum Kriegsdienst eingezogen und flüchtete bei Kriegsende über die Elbe in amerikanische Kriegsgefangenschaft. 1946 ließ er sich als Künstler in Schönebeck (Elbe) nieder und arbeitete zunächst als Bühnenmaler und Atelierleiter am Theater Magdeburg. Ab 1947 war Ewald Blankenburg als freischaffender Künstler tätig und gründete im Oktober 1948 u. a. mit Günter Pilling und Walter Bischof die Magdeburger Künstlergruppe dalbe, mit der er in den folgenden Jahren zahlreiche Ausstellungen gestaltete. 1949–1960 unterrichtete er als Kunsterzieher an einer Schönebecker Ober- bzw. Mittelschule und leitete nebenher Mal- und Zeichenkurse an der Volkshochschule. Gleichzeitig fungierte er als Fachberater für Kunsterziehung im Bezirk Magdeburg. Seit 1952 gehörte er dem Verband Bildender Künstler Deutschlands bzw. der DDR an. 1959 hatte Blankenburg ein Ausstellung mit Öl- und Temperabildern, Pastellen, und Aquarellen in der renommierten Galerie Henning in Halle/Saale. 1960 verließ er die DDR.

## Stil
Blankenburg schuf in Gouache, Aquarell und Öl „farbintensive Landschaften, Stadtansichten und Stilleben in einer betont flächig-konstruktiven, z. T. auch in nach-expressionistisch bestimmter Bildauffassung“ (Saur). Er unterwarf das in der Natur vorgefundene Motiv einer strengen Komposition, in der er Eindrücke vereinfacht und geordnet, in übersichtlichen Farbflächen mit fast geradliniger Begrenzung wiedergab. Durch seine Kunstauffassung stand er oft im Mittelpunkt der Formalismus-Debatte in Magdeburg („substanzlose Formenspielerei“), sodass trotz seines beruflichen Engagements seine Anerkennung als Künstler unbefriedigend blieb. Blankenburg siedelte deshalb 1960 nach Bremerhaven über und war hier bis 1980 wieder als Kunsterzieher tätig. Danach wohnte er kurzzeitig in Mainz, bevor er 1989 nach Bremerhaven zurückkehrte.

## Nachlass
Der künstlerische Nachlass von Blankenburg befindet sich sowohl in Privatbesitz als auch in verschiedenen Einrichtungen im gesamten bundesdeutschen Gebiet, so z. B. im Dr.-Carl-Hermann-Gymnasium Schönebeck und in Bremerhaven.